# الساویه
الساویه (به لاتین: As-Sawiya) یک روستا در دولت فلسطین است که در استان نابلس واقع شده‌است. الساویه ۲٬۳۰۱ نفر جمعیت دارد.